# Nomayos I
Nomayos I est un village de la région du Centre au Cameroun, localisé dans la commune de Mbankomo et le département de la Méfou-et-Akono.

## Population
En 1965, Nomayos I comptait 747 habitants, principalement des Ewondo.
Lors du recensement de 2005, ce nombre s'élevait à 554.

## Économie
Nomayos abrite une cimenterie du groupe Lafarge de capacité 500 000 tonnes. La pouzzolane, matière première, vient de carrières près de Foumbot.